# Euloxia pyropa
Euloxia pyropa là một loài bướm đêm trong họ Geometridae.